# 산청 대원사 다층석탑
산청 대원사 다층석탑(山淸 大源寺 多層石塔)는 대한민국 경상남도 산청군 삼장면 유평리, 대원사에 있는 탑이다. 1992년 1월 15일 대한민국의 보물 제1112호로 지정되었다.

## 개요
대원사는 손꼽히는 참선도량 중 하나로서 지리산의 절경과 잘 어우러진 사찰이다. 경내의 사리전 앞에 서 있는 이 탑은 2단의 기단(基壇) 위에 8층의 탑신(塔身)을 세운 모습으로, 꼭대기의 머리장식은 일부만 남아있다.
기단의 위층은 이 탑에서 가장 주목되는 부분으로 모서리에 기둥 모양을 본떠 새기는 대신 인물상(人物像)을 두었고, 4면에 사천왕상(四天王像)을 새겨 놓았다. 탑신의 각 지붕돌은 처마가 두꺼우며 네 귀퉁이에서 약간 들려있다. 8층 지붕돌에는 금방이라도 고즈넉한 경내를 깨울 듯 풍경이 달려 있다.
자장율사가 처음 세웠던 탑이 임진왜란 때 파괴되자 조선 정조 8년(1784)에 다시 세워 놓은 것으로, 드물게 남아있는 조선 전기의 석탑이다. 전체적인 체감비율이 뛰어나고 조각은 소박하다.
전해지는 바에 따르면 나라의 경사가 있을 때 탑에서 서광이 비치고 향기가 경내에 가득했다고 하며, 마음이 맑은 사람은 근처 연못에 비친 탑의 그림자로 탑안의 사리를 볼 수 있었다고도 한다.

## 같이 보기
- 대원사

## 참고 자료
- 산청 대원사 다층석탑 - 국가유산청 국가유산포털